# Zanthoxylum monophyllum
Zanthoxylum monophyllum är en vinruteväxtart som först beskrevs av Jean-Baptiste de Lamarck, och fick sitt nu gällande namn av Percy Wilson. Zanthoxylum monophyllum ingår i släktet Zanthoxylum och familjen vinruteväxter. Inga underarter finns listade i Catalogue of Life.